# سی. کومار ان. پاتل
سی. کومار ان. پاتل (انگلیسی: C. Kumar N. Patel؛ زادهٔ ۲ ژوئیهٔ ۱۹۳۸) یک دانشمند در زمینه مهندسی برق اهل هند است.
وی همچنین برنده جوایزی همچون مدال افتخار آی‌تریپل‌ئی شده است.